# Jesus curando o cego de nascença

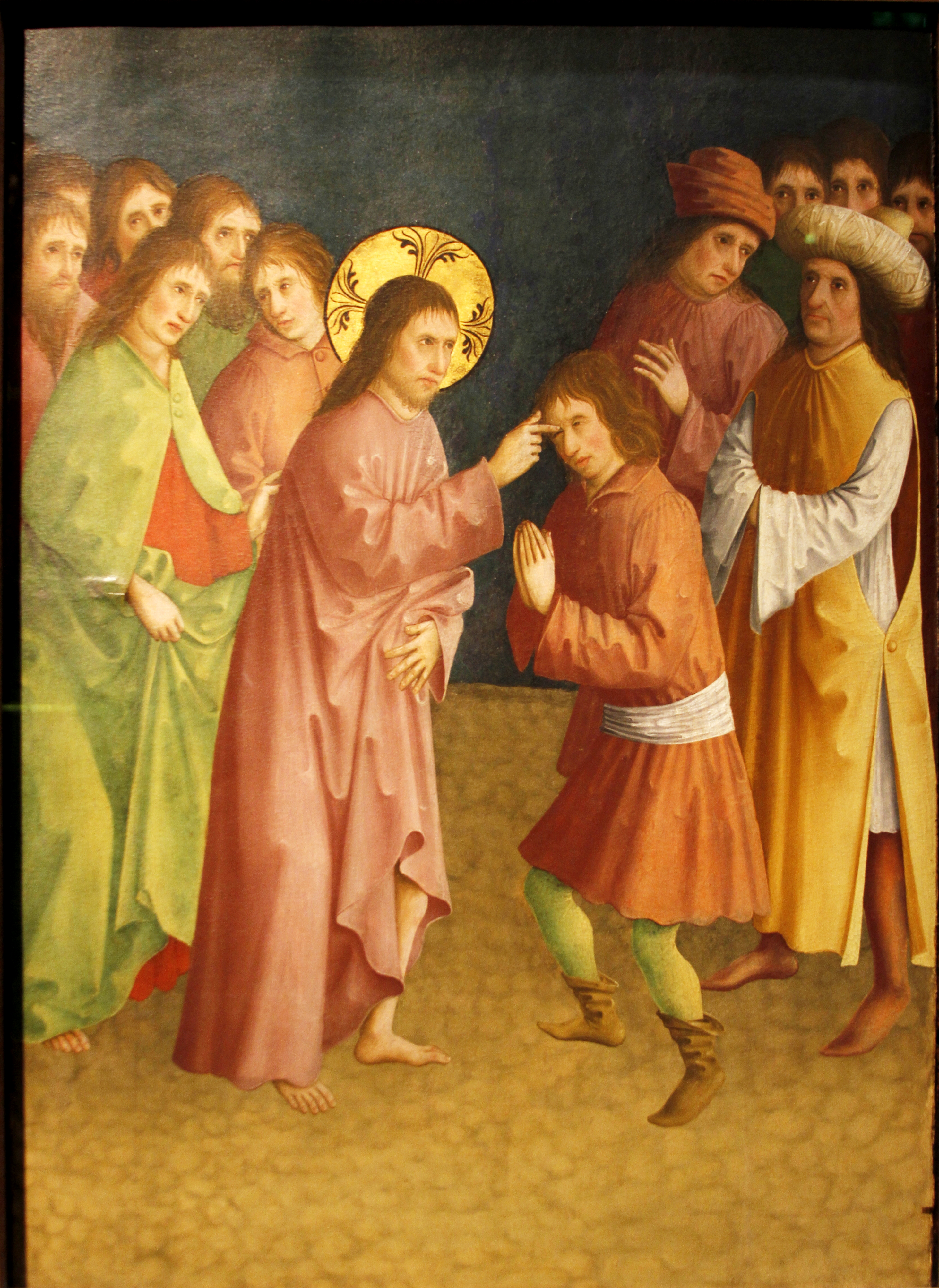
Jesus curando o cego.
Pelo Meister der Darmstädter Passion, atualmente na Staatsgalerie Stuttgart, na Alemanha.

Jesus curando o cego de nascença é um dos milagres de Jesus, relatado apenas em João 9:1–38.

## Narrativa bíblica
De acordo com o Evangelho de João, Jesus viu homem que era cego de nascença. Seus discípulos lhe perguntaram: Mestre, quem pecou para que este homem nascesse cego, ele ou seus pais?"
Jesus respondeu:
| “ | «Nem ele pecou nem seus pais, mas isto se deu para que as obras de Deus nele sejam manifestas. É necessário que façamos as obras do que me enviou, enquanto é dia; vem a noite, quando ninguém pode trabalhar. Estando eu no mundo, sou a luz do mundo. Tendo assim falado, cuspiu no chão e, fazendo lodo com o cuspo, aplicou-o aos olhos do cego, dizendo: Vai lavar-te no tanque de Siloé (que quer dizer, "Enviado"). Ele foi, lavou-se e voltou com vista. Então os vizinhos e os que dantes o conheciam de vista, como mendigo, perguntavam: Não é este o que se assentava para mendigar? É ele mesmo, respondiam uns; não é, mas é parecido com ele, diziam outros. Porém ele dizia: Sou eu mesmo. Perguntaram-lhe, pois: Como te foram abertos os olhos? Respondeu ele: Aquele homem chamado Jesus fez lodo, ungiu-me os olhos e disse-me: Vai a Siloé e lava-te; então fui, lavei-me e fiquei vendo. Eles lhe perguntaram: Onde está ele? Respondeu: Não sei.» (João 9:3–5) | ” |

## Interpretação
Os discípulos, como muitos judeus da época, associam pecado e sofrimento, acreditando que um é a causa direta do outro. Eles perguntam a Jesus se a cegueira do homem é resultado de algum pecado dele ou de seus pais. Ao fazer essa pergunta, estavam refletindo a crença muito difundida entre os judeus da época de que havia maldições hereditárias e de que uma pessoa poderia pecar antes do nascimento, estando ainda no ventre da mãe.
Segundo comentaristas como D.A. Carson e John MacArthur, embora as Escrituras Hebraicas e Cristãs ensinem que o pecado é a origem do mal humano (Gn 3) e que há uma relação geral entre pecado e sofrimento (Rm 1-2; 3.10ss.), ela não sustenta que cada caso individual de sofrimento resulta de um pecado específico. Então Jesus, ao curar um cego de nascença, refuta a ideia de que ele ou seus pais pecaram, explicando que a cegueira ocorreu para que as obras de Deus se manifestassem. João, autor do evangelho, sugere que tais eventos estão sob o controle e propósito divinos, rejeitando a universalização de conexões diretas entre pecados específicos e sofrimentos individuais.
Neste milagre, Jesus se auto-intitula Luz do Mundo, o que remete aos versos em João 9:39, nos quais ele revela seu objetivo: que "...os que não veem, vejam; e os que veem, se tornem cegos".
Segundo a visão do autor, é um equivoco dizer que Jesus meramente se auto-intitula a luz do mundo, sem realmente o ser. Essa seria a visão de alguns fariseus que faziam parte do clero religioso e perseguiam Jesus porque não criam nas obras de Deus através de Jesus, pois os mesmos legislavam em causa própria. Jesus seria realmente a Luz do mundo.